# تشارلز ستيوارت (سياسي أمريكي)
تشارلز ستيوارت (بالإنجليزية: Charles Stewart)‏ هو سياسي أمريكي، ولد في 1729، وتوفي في 24 يونيو 1800.